# 京成大久保駅

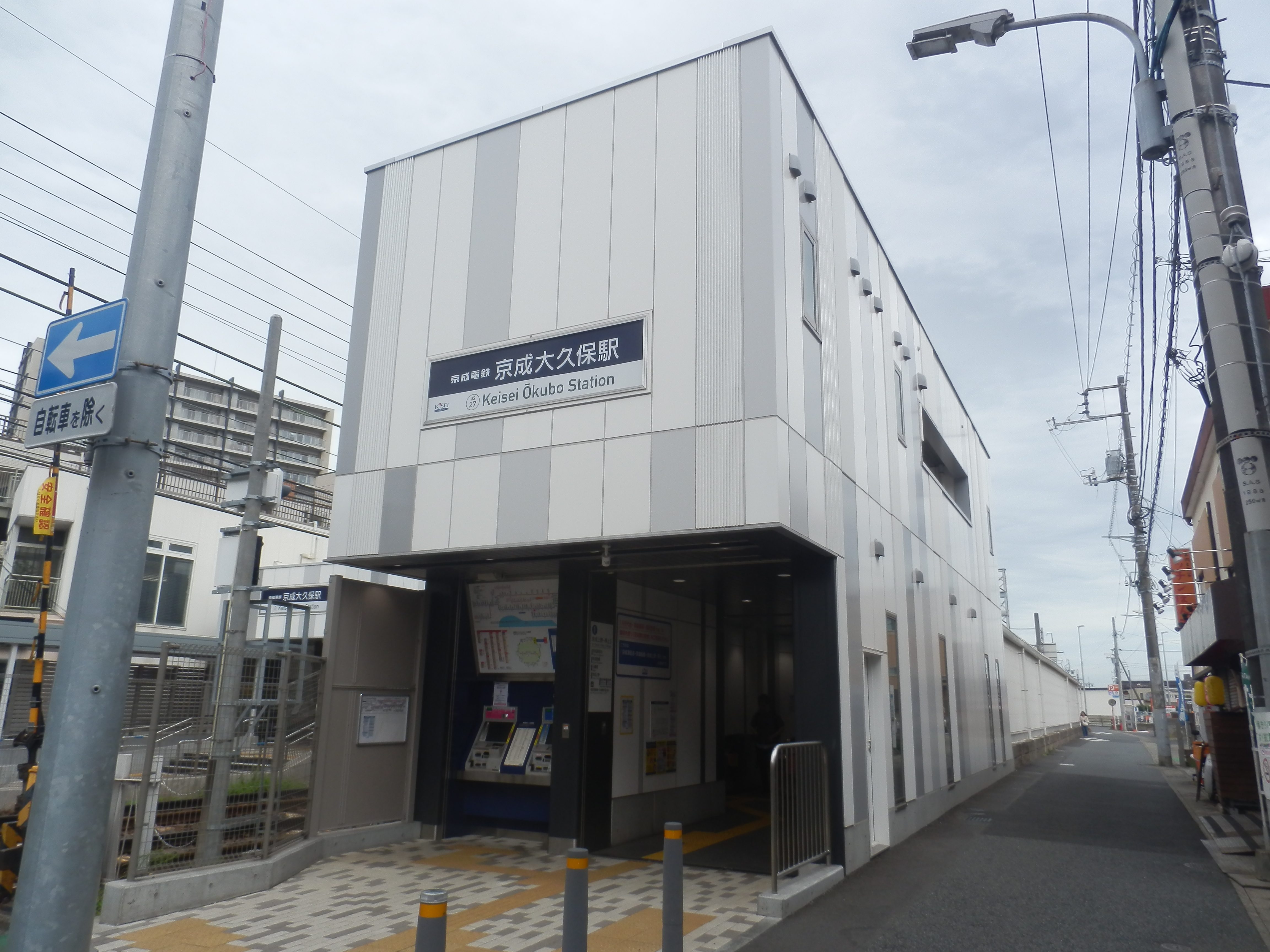
南口（2023年7月）

京成大久保駅（けいせいおおくぼえき）は、千葉県習志野市本大久保三丁目にある、京成電鉄本線の駅である。駅番号はKS27。

## 歴史
- 1926年（大正15年）12月9日 - 大久保駅として開業[2]。
- 1931年（昭和6年）11月18日 - 京成大久保駅に改称[2]。
- 2020年（令和2年）11月26日 - 駅舎建替え工事に伴い、上り線仮駅舎の供用を開始[3]。ほぼ同時に上り線で6両編成の先頭車の停車位置が東側に36m程度ずれ、構内の自動放送も更新。
- 2023年（令和5年）3月31日 - 駅舎建て替え、リニューアル工事が完成[4]。

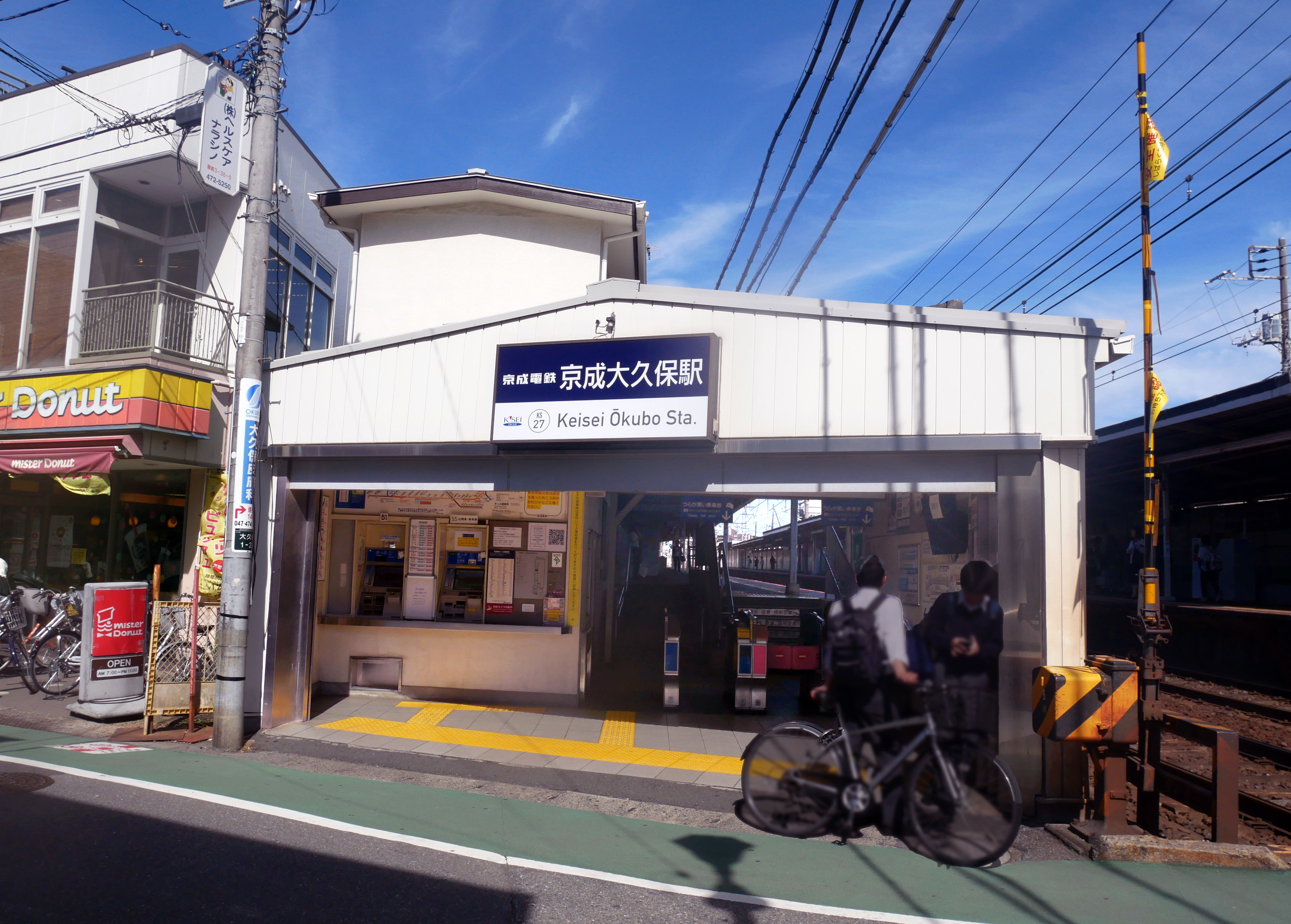
建て替え前の北口（2019年6月）
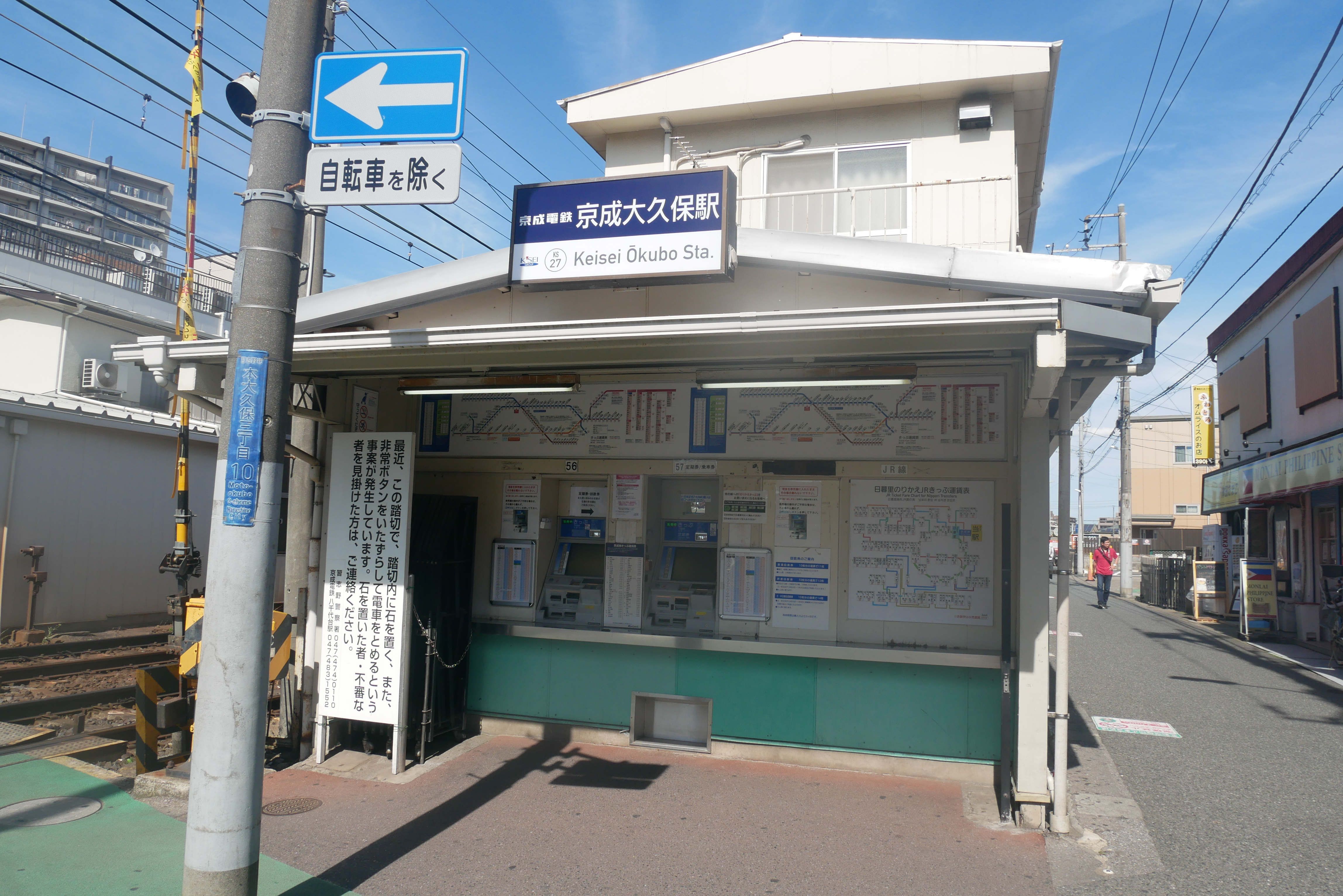
建て替え前の南口（2019年6月）

## 駅構造
相対式ホーム2面2線を有する地上駅である（八千代台駅管理）。出入口は北口、南口の2か所と臨時口（入場専用）がある。
それぞれ京成津田沼寄りに改札口があるが、ホーム間の連絡通路などはない。かつては構内踏切があったが廃止され、上下線別改札となった。構内踏切があった当時は駅本屋は上りホーム側にあった。南口（1番線ホーム）の改札は切符売り場の裏手にあり、実籾寄りに6時10分から9時のみ供用される入場専用改札口（臨時改札口）が併設されている。なお、この改札口は駅舎建替え工事のため、2020年（令和2年）11月26日から2022年（令和4年）2月16日までの間一時閉鎖されていた。

### のりば
| 番線 | 路線     | 方向 | 行先                                              |
| ---- | -------- | ---- | ------------------------------------------------- |
| 1    | 京成本線 | 上り | 京成船橋・日暮里・京成上野・押上・ 都営浅草線方面 |
| 2    | 京成本線 | 下り | 八千代台・京成成田・ 成田空港方面                 |

- 上表の路線名は成田空港線開業後の旅客案内の名称に基づいている。

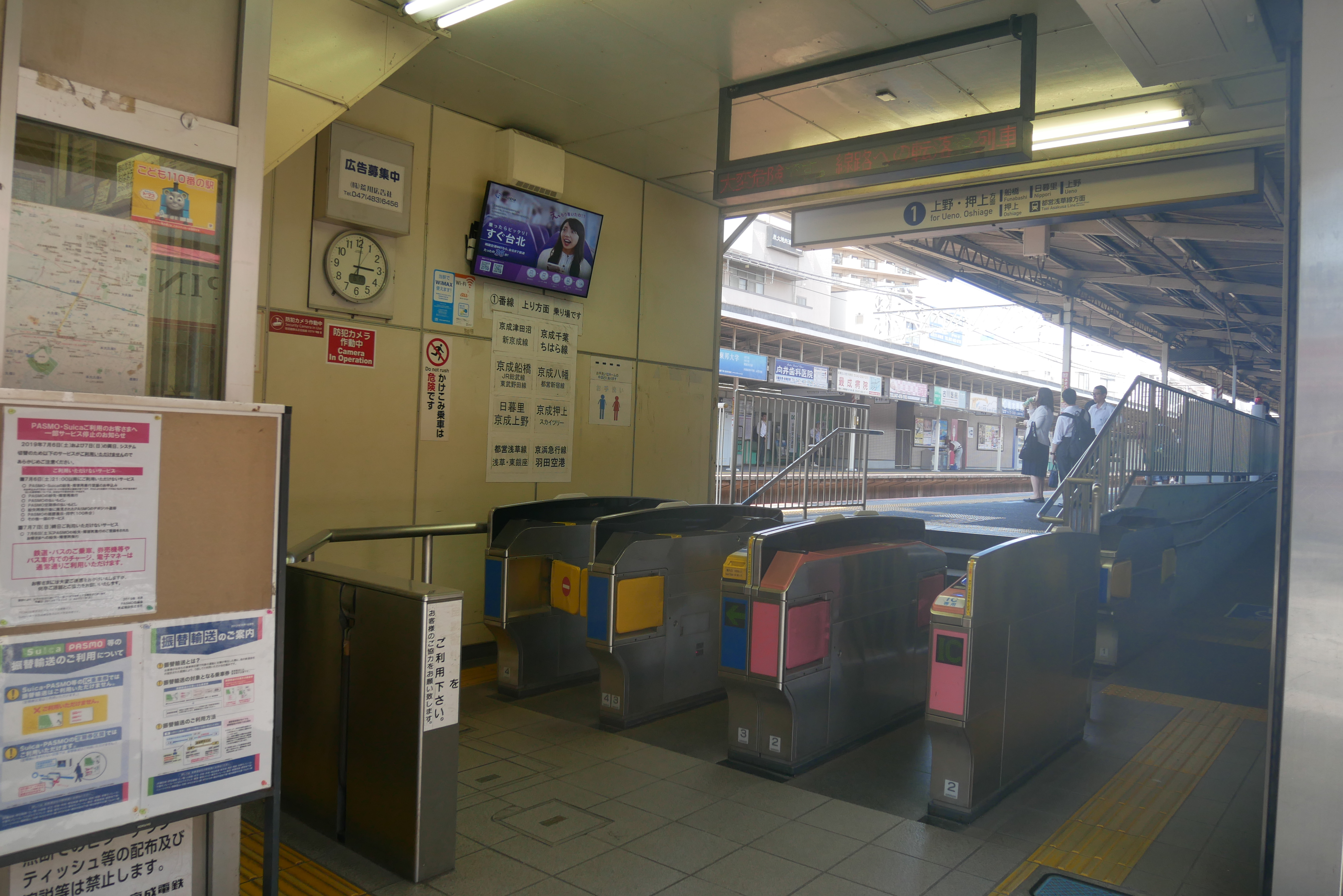
建て替え前の南口改札（2019年6月）
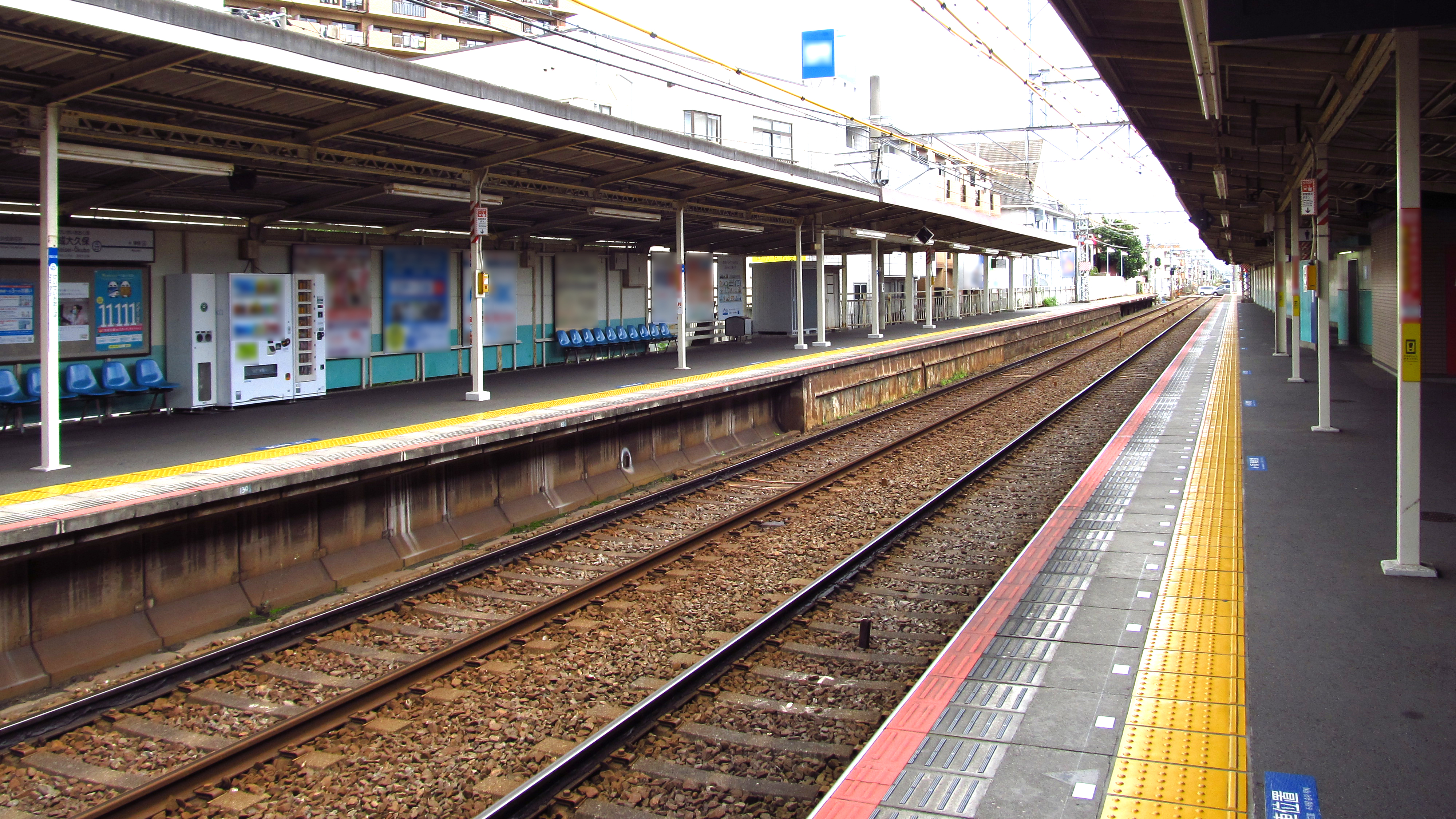
駅ホーム（2021年7月）

## 利用状況
2024年度の一日平均乗降人員は34,928人である。京成本線の特急通過駅では最も乗降人員が多い。
近年の一日平均乗降人員および平均乗車人員推移は下表の通りである。
| 年度               | 一日平均 乗降人員 | 一日平均 乗車人員 |
| ------------------ | ----------------- | ----------------- |
| 1975年（昭和50年） |                   | 15,665            |
| 1980年（昭和55年） |                   | 14,612            |
| 1985年（昭和60年） |                   | 12,338            |
| 1990年（平成02年） |                   | 13,506            |
| 1998年（平成10年） |                   | 13,770            |
| 1999年（平成11年） |                   | 13,822            |
| 2000年（平成12年） |                   | 13,948            |
| 2001年（平成13年） |                   | 14,174            |
| 2002年（平成14年） |                   | 14,209            |
| 2003年（平成15年） | 28,617            | 14,371            |
| 2004年（平成16年） | 28,552            | 14,239            |
| 2005年（平成17年） | 28,543            | 14,219            |
| 2006年（平成18年） | 28,862            | 14,385            |
| 2007年（平成19年） | 29,798            | 14,889            |
| 2008年（平成20年） | 30,795            | 15,404            |
| 2009年（平成21年） | 30,755            | 15,392            |
| 2010年（平成22年） | 31,077            | 15,572            |
| 2011年（平成23年） | 31,200            | 15,645            |
| 2012年（平成24年） | 31,888            | 15,982            |
| 2013年（平成25年） | 32,503            | 16,309            |
| 2014年（平成26年） | 32,240            | 16,169            |
| 2015年（平成27年） | 33,463            | 16,779            |
| 2016年（平成28年） | 34,097            | 17,109            |
| 2017年（平成29年） | 34,705            | 17,417            |
| 2018年（平成30年） | 35,043            | 17,575            |
| 2019年（令和元年） | 35,157            | 17,647            |
| 2020年（令和02年） | 23,967            | 12,030            |
| 2021年（令和03年） | 29,107            | 14,599            |
| 2022年（令和04年） | 32,694            | 16,402            |
| 2023年（令和05年） | 34,389            | 17,251            |
| 2024年（令和06年） | 34,928            | 17,524            |

## 駅周辺
教育施設の集まる文教地区となっており、駅前から日本大学や東邦大学までの区間（ゆうロード）の大久保商店街は学生街を形成し、学生向けの飲食店も多い。また、東邦大学付属東邦中学校・高等学校の最寄り駅でもあり、朝夕は学生の利用が非常に多い。さらに、両隣の駅から離れているため、商業店舗も多い。

### 北口

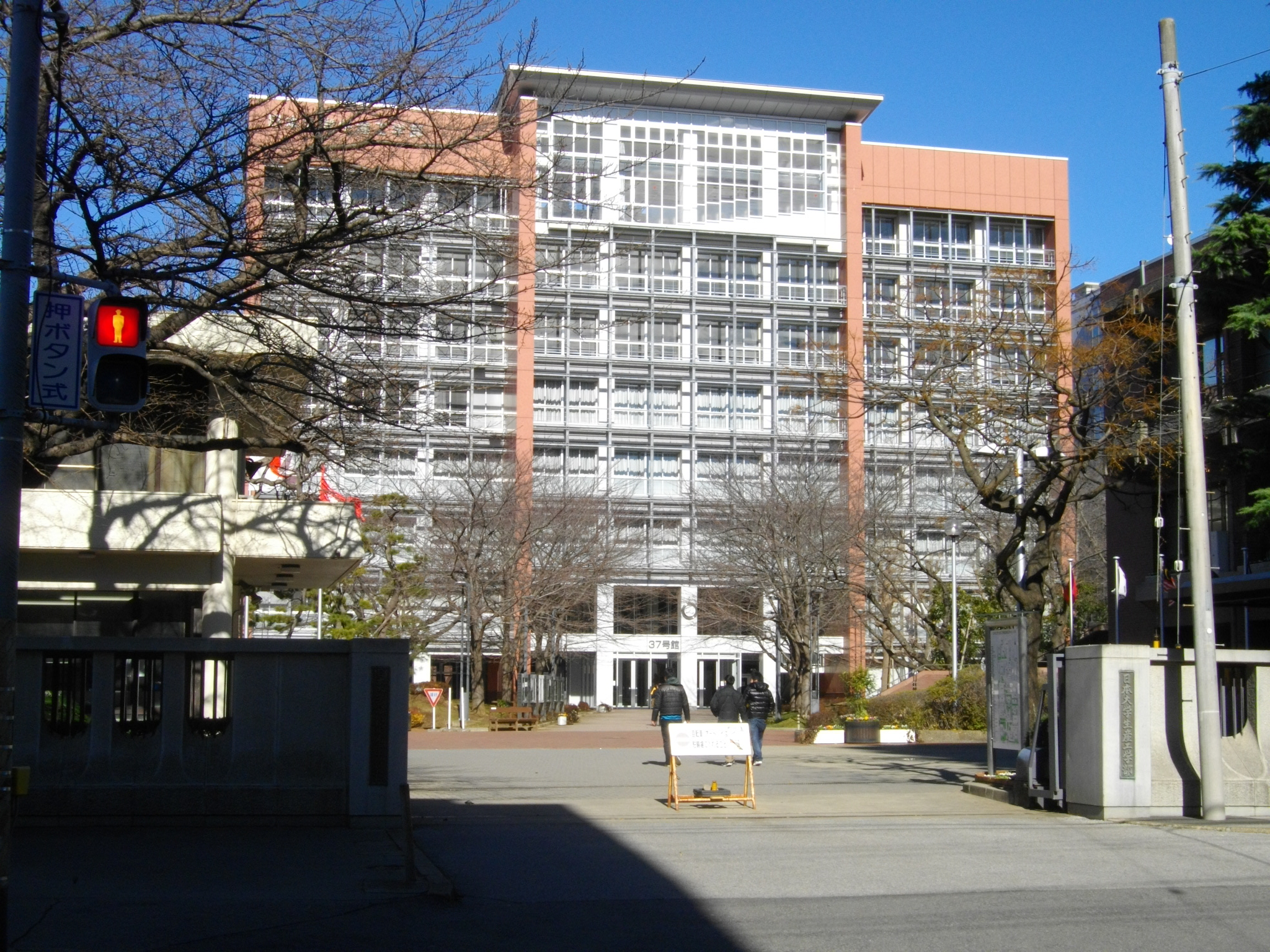
日本大学津田沼キャンパス

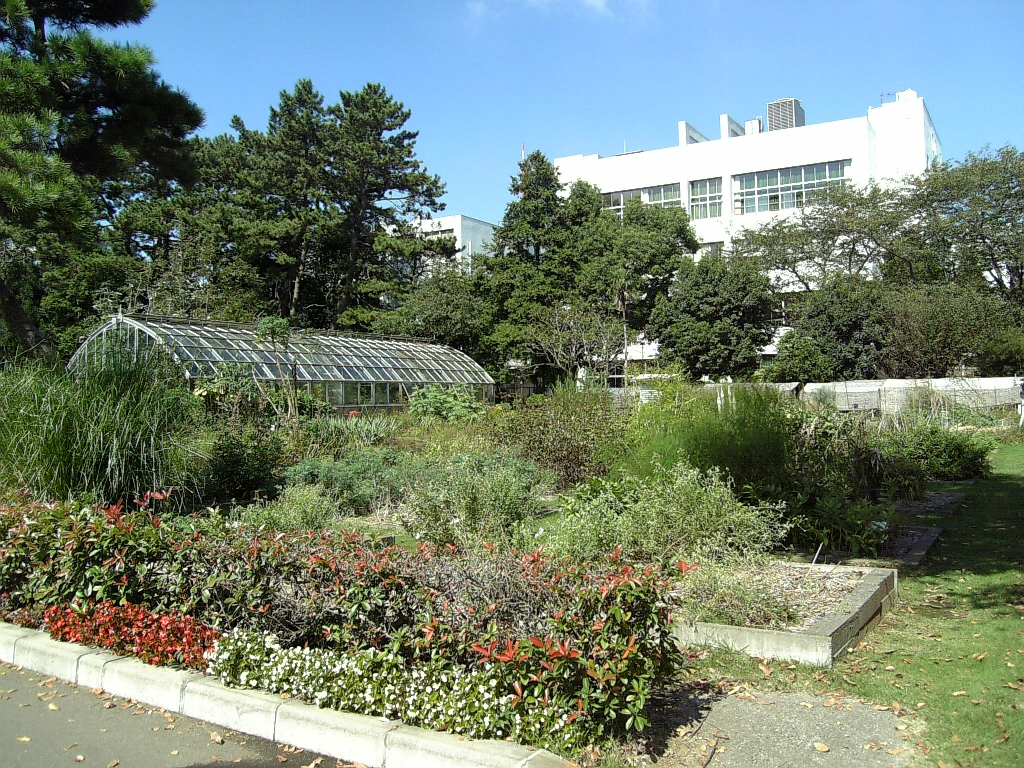
東邦大学薬学部薬用植物園

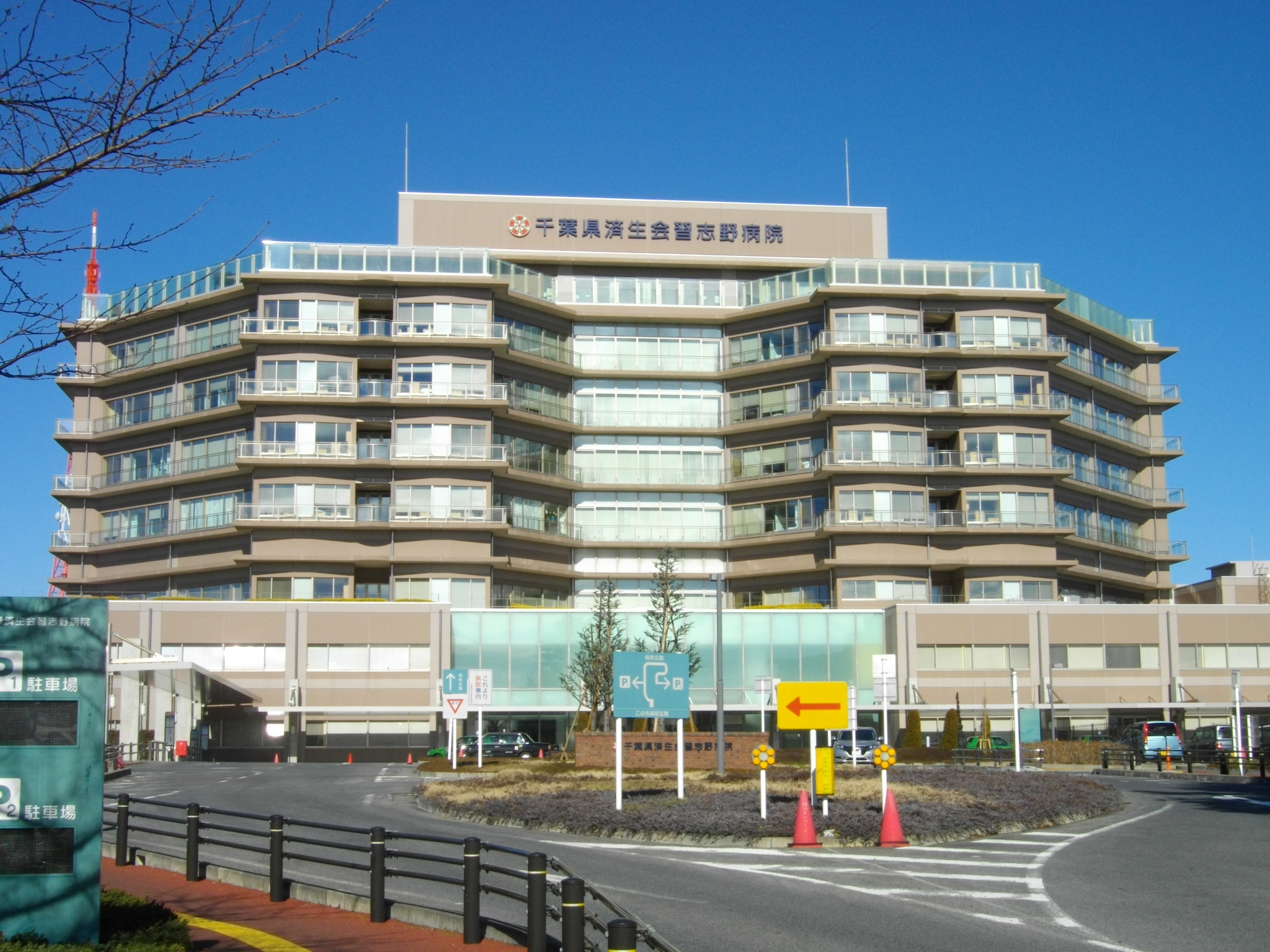
千葉県済生会習志野病院

駅北側には千葉県道69号長沼船橋線が通り、船橋市との市境がある。
- 習志野市消防本部 東消防署藤崎出張所
- 習志野市市民プラザ大久保
- 日本大学
  - 津田沼キャンパス（生産工学部）
  - 実籾キャンパス（生産工学部）
- 東邦大学
  - 習志野キャンパス（薬学部・理学部）
  - 東邦大学付属東邦中学校・高等学校
  - 東邦大学薬学部薬用植物園
- 習志野市立第二中学校
- 船橋市立三田中学校
- 習志野市立大久保小学校
- 習志野市立大久保東小学校
- 習志野市立藤崎小学校
- 習志野市立藤崎幼稚園
- 習志野市立大久保東幼稚園
- 千葉県済生会習志野病院（旧国立習志野病院）
- 習志野大久保東郵便局
- 習志野藤崎郵便局
- 三井住友銀行 習志野支店
- 千葉興業銀行 習志野支店
- アコレ 本大久保1丁目店
- マルエツ 大久保駅前店
- ビッグ・エー 習志野大久保店
- ヤオコー 船橋三山店
- キリン住宅 本社ショールーム
- サカエヤ学生堂 大久保本店
- 大和屋書店 本店
- 千葉テレビ放送 船橋三山送信所
- 誉田八幡神社
- 藤崎森林公園
  - 旧大沢家住宅

### 南口

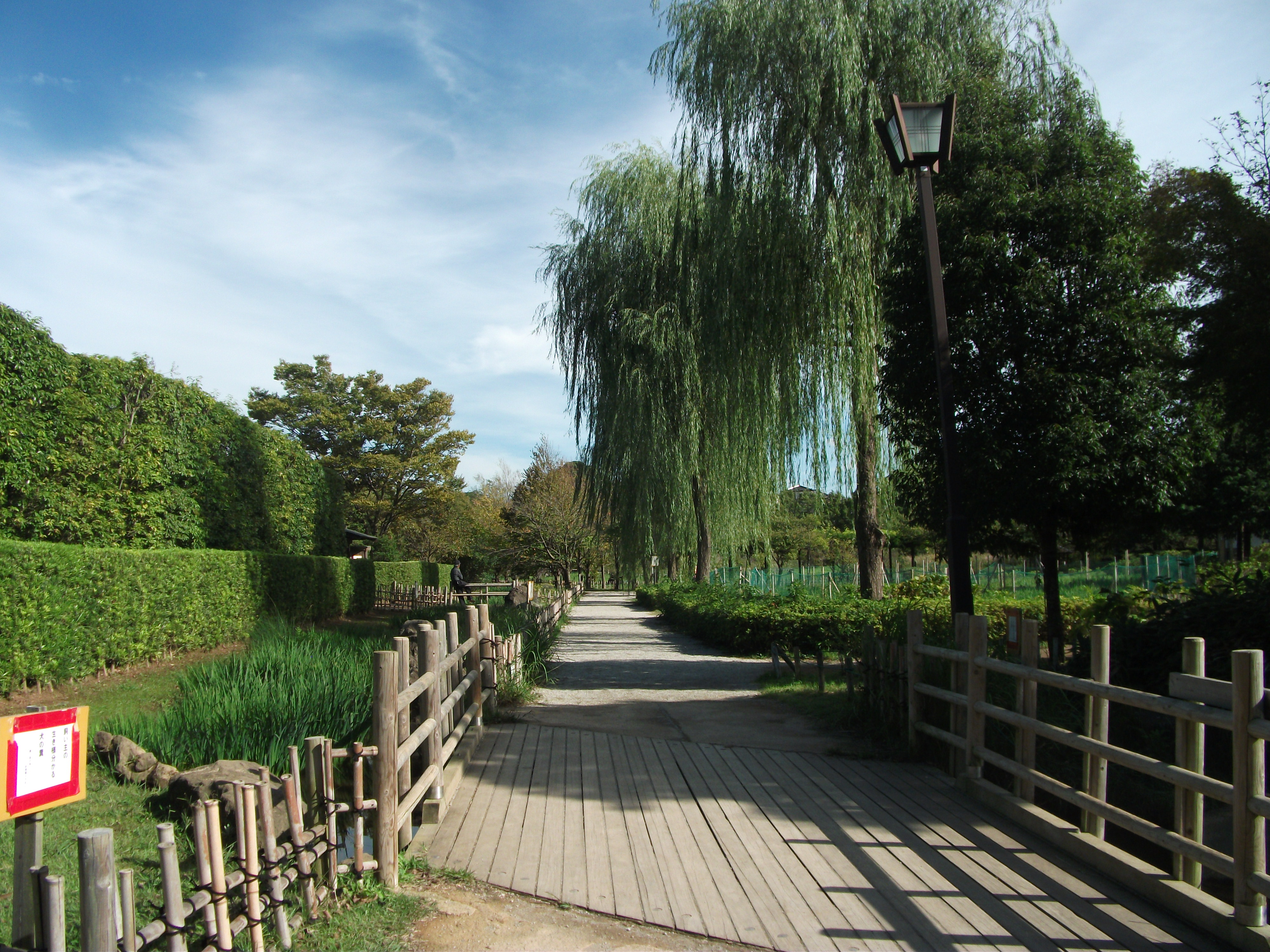
実籾本郷公園

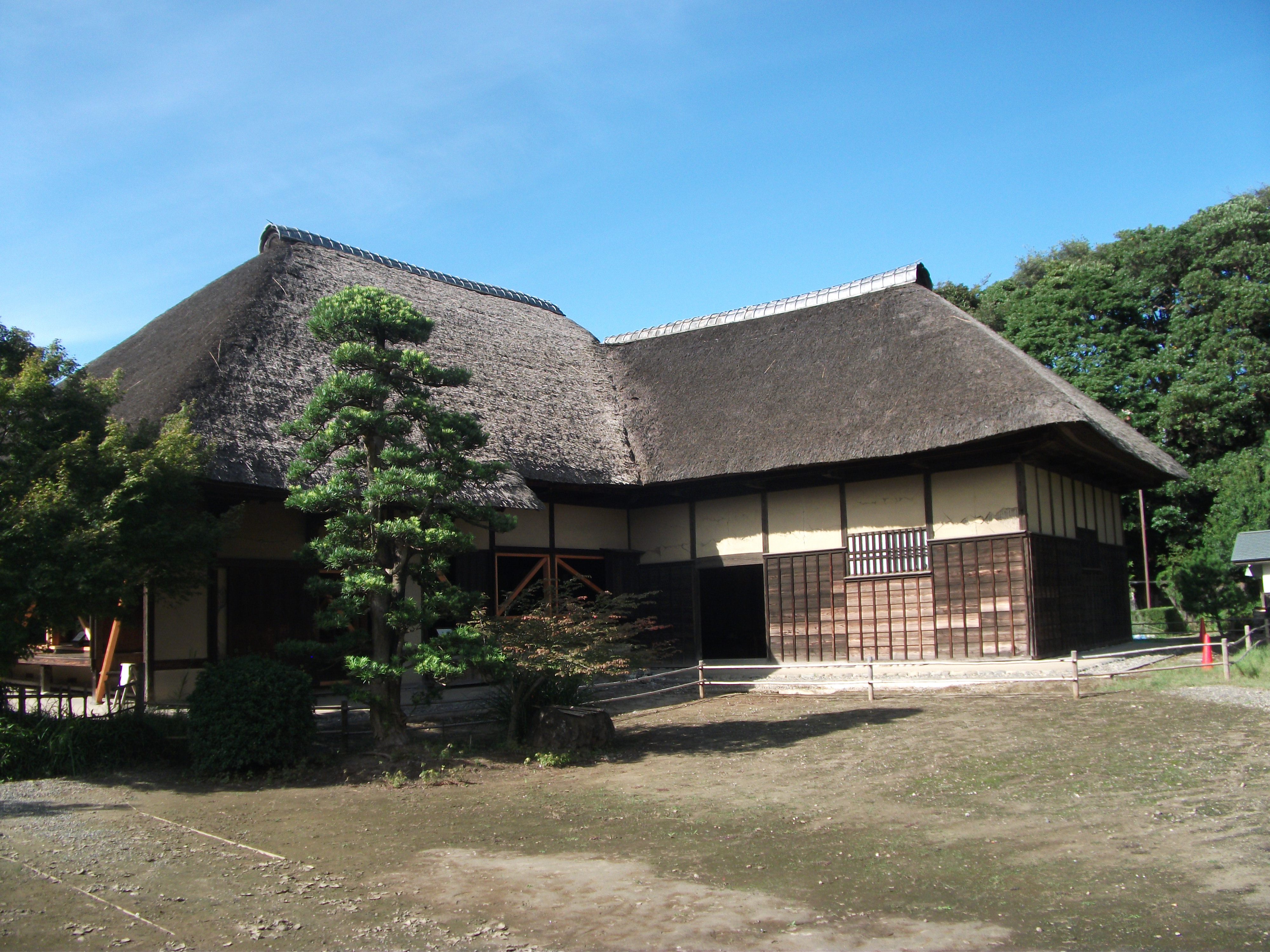
旧鴇田家住宅

駅南側には約1.5 kmの位置に東日本旅客鉄道（JR東日本）・京成電鉄の幕張本郷駅がある。
- 千葉県習志野健康福祉センター（習志野保健所）
- 習志野警察署 京成大久保駅前交番
- プラッツ習志野
  - 習志野市立図書館 中央図書館（旧大久保図書館）
  - 中央公民館（旧大久保公民館および勤労会館）
  - 習志野市民ホール（旧市民会館）
  - 習志野市中央公園（大久保グラウンド等）
- 習志野市屋敷公民館
- 習志野市シルバー人材センター
- 千葉県立実籾高等学校
- 習志野市立第六中学校
- 習志野市立屋敷小学校
- 習志野市立屋敷幼稚園
- 習志野市立杉の子こども園
- 習志野大久保郵便局
- 習志野屋敷郵便局
- 京葉銀行 大久保支店
- 生活協同組合コープみらい ミニコープ屋敷店
- 屋敷近隣公園
- 実籾本郷公園
  - 旧鴇田家住宅
- 習志野市梅林園

## バス路線
最寄り停留所は、京成大久保駅、京成大久保駅北口、京成大久保駅南口 となる。以下の路線バスが乗り入れ、京成バスにより運行されている。
京成大久保駅北口（駅北側）
- 習志野市ハッピーバス 京成大久保駅ルート - 新津田沼駅北口 / 東部保健福祉センター

京成大久保駅南口（駅南側）
- 津62：津田沼駅 / 幕張本郷駅 / 幕張西五丁目※幕張西五丁目行きはダイヤ改正により廃止
- 津65：津田沼駅
- 幕66：幕張本郷駅
- 習志野市ハッピーバス 京成大久保駅ルート - 新津田沼駅北口 / 東部保健福祉センター

京成大久保駅（南口より少し西に離れている）
- 津61・津62・津65：津田沼駅

| 停留所名         | 運行事業者 | 系統・行先 | 備考 |
| ---------------- | ---------- | --- | ---- |
| 京成大久保駅北口 | 京成バス   | 習志野市ハッピーバス 京成大久保駅ルート - 新津田沼駅北口 / 東部保健福祉センター                                         |      |
| 京成大久保駅南口 | 京成バス   | 習志野市ハッピーバス 京成大久保駅ルート - 新津田沼駅北口 / 東部保健福祉センター                                         |      |
| 京成大久保駅南口 | 京成バス   | - 津62：津田沼駅 / 幕張本郷駅 / 幕張西五丁目※幕張西五丁目行きはダイヤ改正により廃止 - 津65：津田沼駅 - 幕66：幕張本郷駅 |      |
| 京成大久保駅     | 京成バス   | 津61・津62・津65：津田沼駅                                                                                              |      |

## 隣の駅
京成電鉄
 本線
■快速特急・■特急・■通勤特急
通過
■快速・■普通
京成津田沼駅 (KS26) - 京成大久保駅 (KS27) - 実籾駅 (KS28)